# 大坪駅
大坪駅（だいへい-えき）は、中華人民共和国重慶市渝中区に位置する重慶軌道交通1号線と2号線の駅である。駅番号は107と209。

## 駅構造
地下駅。地下1階に改札口、地下2階にホームがある。ホームの形状は島式1面2線。出口はA～Dの4箇所ある。

### 重慶軌道交通1号線
| 1号線ホーム | ←1号線 朝天門方面 |
| 1号線ホーム | 島式ホーム        |
| 1号線ホーム | 1号線 璧山方面→   |

### 重慶軌道交通2号線
| 2号線ホーム | ←2号線 較場口方面 |
| 2号線ホーム | 島式ホーム        |
| 2号線ホーム | 2号線 新山村方面→ |

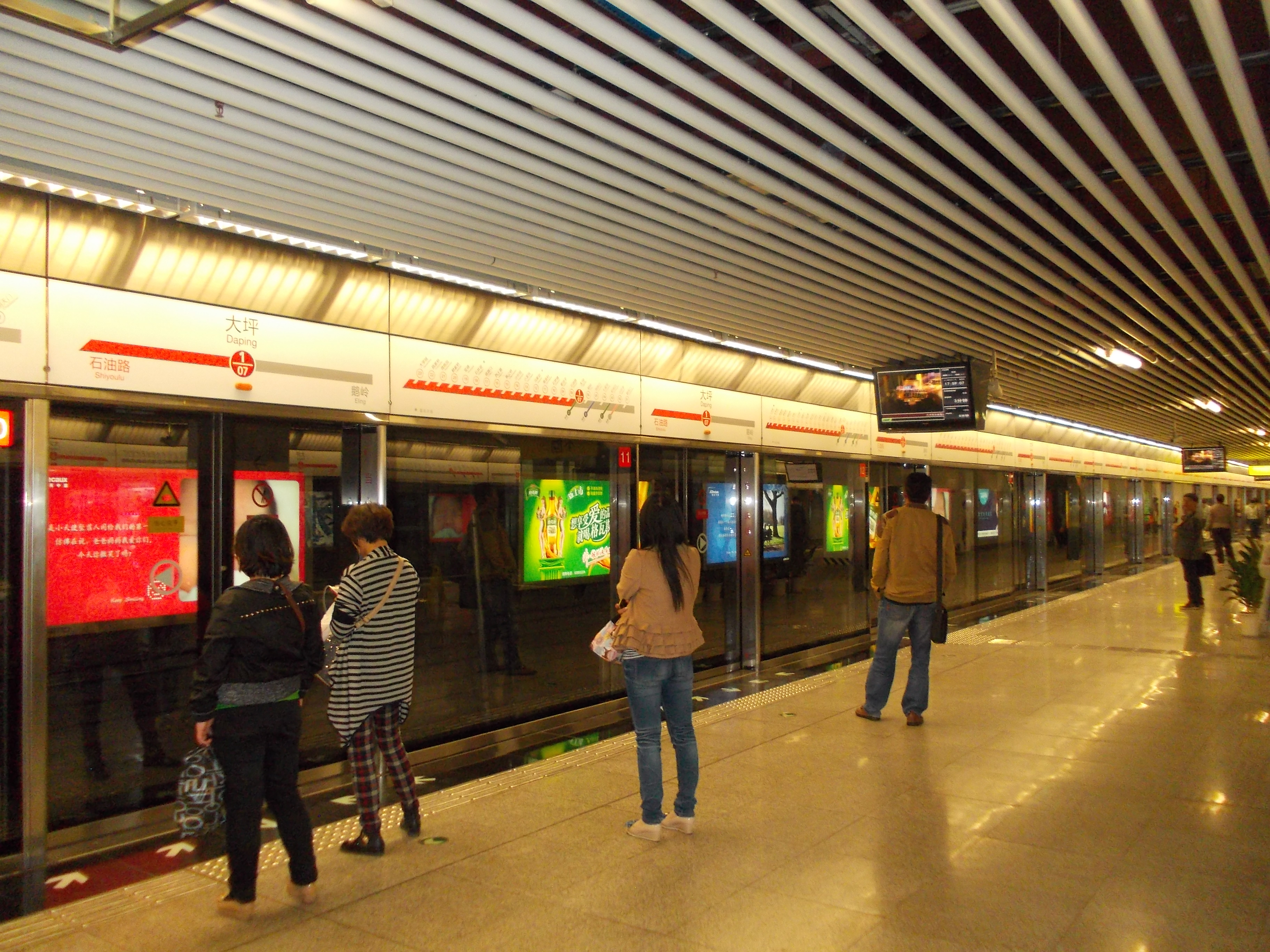
1号線ホーム
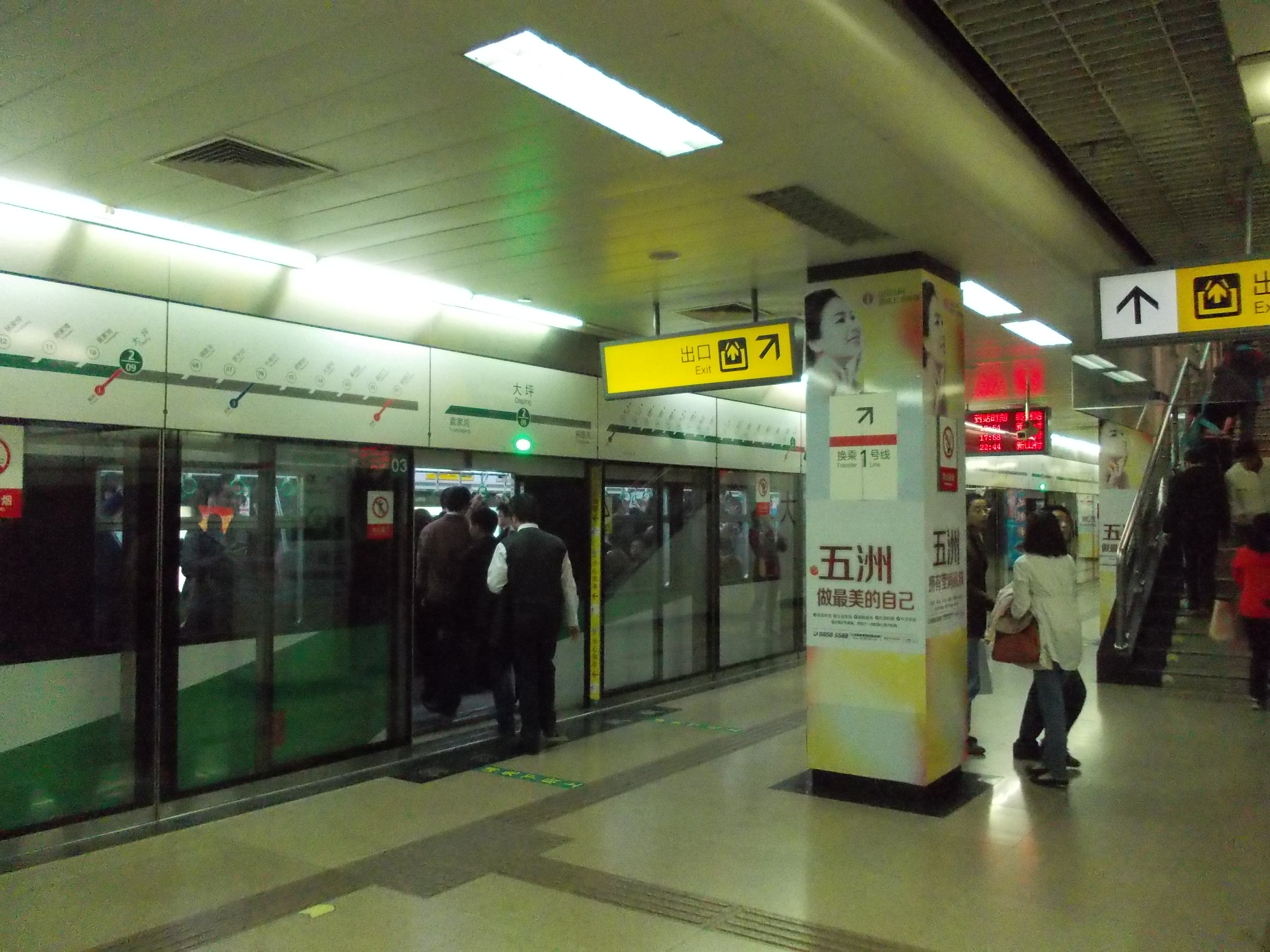
2号線ホーム

## 駅周辺
- 万友康年大酒店
- 百盛購物中心
- 新世紀超市
- 山城超市
- 電信大楼
- 康定大厦
- 大坪正街
- 九坑子
- 大坪医院
- 六十七中
- 六十六中
- 大坪小学

## 歴史
- 2005年6月18日 - 2号線が開業。
- 2011年7月28日 - 1号線が開業。

## 隣の駅
重慶軌道交通
■1号線
鵝嶺駅 (106) - 大坪駅 (107) - 石油路駅 (108)
■2号線
仏図関駅 (208) - 大坪駅 (209) - 袁家崗駅 (210)